# Ditrih III. Valkenburški
Ditrih III. Valkenburški (ok. 1270 – verjetno 16. junij 1305) je bil srednjeveški vitez iz plemiške rodbine Valkenburških-Heinsberških. Med letoma 1302 in 1305 je bil gospod Valkenburški in Monschauski. 25. junija 1303 je dobil dedno meščanstvo mesta Köln in dedni fevd v moški liniji, za kar se je Ditrih zavezal, da bo mestu zagotovil vojaško pomoč. Leta 1305 je Ditrih od nemškega kralja Albrehta I. Habsburškega v zameno za 1400 funtov dobil kölnski urad šerifa. Ditrih ni mogel dolgo opravljati svoje funkcije, saj je istega leta Ditrih umrl brez otrok. Nasledil ga je brat Reinald Valkenburški.